# ターンテーブルの夜
ターンテーブルの夜（ターンテーブルのよる）は、ミュージックバード制作のラジオ番組で、一部のコミュニティFM局でも放送されていた。

## 概要
2006年4月3日に武田清一をパーソナリティとして放送を開始。アナログレコードでの音楽を送る。2017年3月をもってコミュニティFM局での放送を一旦終了。以降は有料チャンネル（2022年4月時点では122ch「THE JAZZ」）での放送となった。
2022年4月6日より約5年ぶりにコミュニティFM局での放送が復活。2022年6月29日まで毎週水曜深夜の週1回放送を行っていた。

### 放送時間
以下はコミュニティFM局での放送時間となる。
- 2006年4月3日 - 2007年3月29日：月-木曜日 26:00-27:00（JST）
- 2007年4月2日 - 2008年3月31日：月-木曜日 25:00-26:00（JST）
- 2008年4月1日 - 2017年3月31日：月-金曜日 27:00-28:00（JST）
- 2022年4月6日 - 2022年6月29日：水曜日 24:00-25:00（JST）

## タイムテーブル（2007年7月）
- 25:00-25:03 オープニング
- 25:03-25:57 音楽紹介・音楽
- 25:57-26:00 エンディング